# Angelo Maria Durini
Angelo Maria Durini (Milão, 24 de maio de 1725 - Ossuccio, 28 de abril de 1796) foi um cardeal do século XVIII

## Nascimento
Nasceu em Milão em 24 de maio de 1725. Da família dos condes de Monza. Segundo dos dois filhos de Giuseppe Durini e Costanza Barbavara. A outra criança era Carlo. Sobrinho do Cardeal Carlo Francesco Durini (1753).

## Educação
Estudou no Collegio Romano , Roma; e mais tarde, na Universidade La Sapienza , em Roma, onde obteve o doutorado em utroque iure , tanto em direito canônico quanto em direito civil, em 9 de junho de 1757.

## Juventude
Entrou no estado eclesiástico e retornou a Roma para servir na Cúria Romana. Acompanhou o tio à sua nunciatura em Paris em 1744, permanecendo lá até 1754; retornou a Paris em maio de 1756 como capaz apostólico para trazer o barrete vermelho a seu tio, retornando em fevereiro de 1757. Referendário dos Supremos Tribunais da Assinatura Apostólica da Justiça e da Graça, setembro de 1757. Internúncio na França. Inquisidor em Malta, dezembro de 1759, durante sete anos. Abade comendador de S. Bassano, Lodi, junho de 1765 de S. Abbondio, Como, janeiro de 1769; e de S. Dionigi, Milão, abril de 1776.

## Sacerdócio
Ordenado em 20 de dezembro de 1766.

## Episcopado
Eleito arcebispo titular de Ancira, em 22 de dezembro de 1766. Consagrado, em 28 de dezembro de 1766, no Palácio Quirinale, em Roma, pelo Papa Clemente XIII, auxiliado por Scipione Borghese, arcebispo titular Teodosia, e por Ignazio Reali, arcebispo titular de Atena. Na mesma cerimônia foi consagrado Francesco Saverio de Zelada, arcebispo titular de Petra na Palestina, futuro cardeal. Núncio na Polónia, 16 de janeiro de 1767. Primeiro presidente e deputado da legação de Avinhão e do Comtat Venaissin , 22 de janeiro de 1774.

## Cardinalato
Criado cardeal sacerdote no consistório de 20 de maio de 1776; com um breve apostólico datado de 5 de junho de 1776, o papa enviou-lhe o barrete vermelho com o marquês Francesco Brivio, capaz apostólico, nomeado camareiro particular in abito paonazzo para a ocasião; retirou-se para a vida privada e nunca foi a Roma para receber o barrete vermelho e o título; ele não foi designado para nenhuma congregação da Cúria. Em 1782, quando o Papa Pio VI viajou a Viena, o Cardeal Durini foi a Bolonha para recebê-lo e fez parte da comitiva papal com outros cardeais em várias cidades da região.

## Morte
Morreu em Ossuccio em 28 de abril de 1796, em sua villa de Balbiano (hoje villa Arconati, na Comune di Lemno), perto do Lago Como. Sepultado na basílica de Sant'Abbondio, Como